# TeeGschwendner

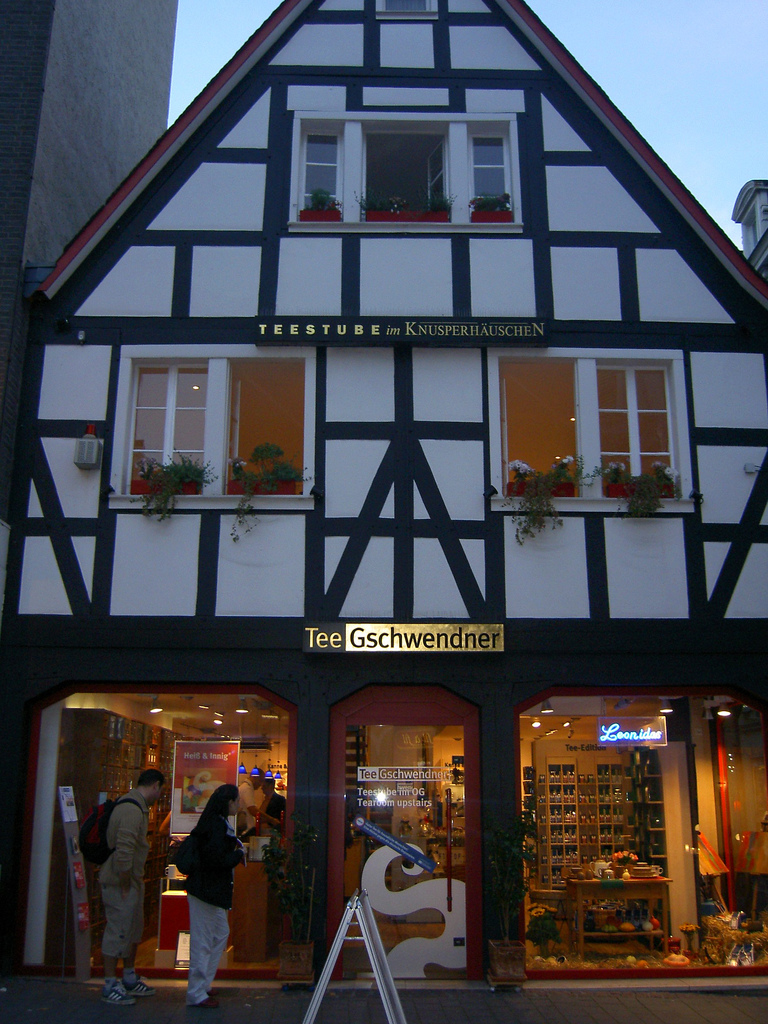
TeeGschwendner-Fachgeschäft in Bonn

Die TeeGschwendner GmbH ist ein deutsches Handelsunternehmen für Tee mit Sitz in Meckenheim. Dem Franchiseunternehmen sind rund 125 Fachgeschäfte in Deutschland unter dem Namen TeeGschwendner angeschlossen. In der Systemzentrale in Meckenheim beschäftigt das Unternehmen ca. 150 Mitarbeiter, in den inhabergeführten Fachgeschäften sind etwa 1000 Mitarbeiter beschäftigt. Damit gilt das Unternehmen als größter Tee-Facheinzelhändler Deutschlands. Schwerpunkt des Unternehmens ist der Handel mit losen Blatt-Tees.

## Geschichte
Der erste Teeladen wurde 1976 unter dem Namen Der Teeladen vom 22-jährigen Albert Gschwendner mit seiner Frau Gwendalina in Trier eröffnet. Die Geschäftsidee war entstanden, weil es damals nur wenige Einkaufsmöglichkeiten für Tee gab. Im Jahr 1977 folgte der zweite Teeladen in Bonn, 1978 gemeinsam mit Bruder Karl die Gründung der Der Teeladen Gebr. Gschwendner GmbH.
Mit dem Einstieg ins Franchising 1982 begann die bundesweite Expansion, es folgten weitere Fachgeschäfte in Österreich, der Schweiz und Luxemburg. 1985 umfasste die Gruppe 25 Franchise-Betriebe und 3 Fachgeschäfte in eigener Regie. 1993 existierten bereits 65 Franchise-Geschäfte, der Sitz der Zentrale wurde von Bornheim in ein neues Betriebsgebäude nach Meckenheim verlegt. Im Jahr 1999 folgte ein neuer Markenauftritt unter dem Motto „Handeln und Teetrinken“, es wurden Flagship-Stores in Frankfurt und Hamburg eröffnet. Im Jahr 2000 entstand im Rahmen einer Produktionserweiterung ein firmeneigener Labortrakt, in dem alle Tees zusätzlich zu den externen Kontrollen regelmäßig auf mögliche Rückstände und Kontaminanten geprüft werden. 2001 wurde ein Online-Shop eingerichtet. Um eine Verwechslung mit anderen Anbietern zu vermeiden, wurde der Name in TeeGschwendner geändert. Im Jahr 2005 eröffnete das Unternehmen Teegeschäfte in den USA, Saudi-Arabien, Kuwait und Brasilien.
TeeGschwendner erhielt die Auszeichnung als Franchisegeber des Jahres 2005 vom Wirtschaftsmagazin Impulse und dem Deutschen Franchiseverband. Zusätzlich erhielt TeeGschwendner im selben Jahr eine Auszeichnung für das beste Franchisesystem der F&C Partnerzufriedenheitsbefragung 2005. Auch in den Jahren 2009 und 2013 wurde TeeGschwendner als bestes Franchisesystem ausgezeichnet.
Seit 2007 bietet die TeeGschwendner-Akademie in Zusammenarbeit mit der IHK Bonn/Rhein-Sieg das Qualifizierungsangebot zum TeeSommelier an. Tee schmecken und Detailwissen über Tee, seine Zubereitung und seine ernährungsphysiologischen Aspekte zu vermitteln, sind die Inhalte der IHK-zertifizierten Weiterbildung. Die Weiterbildung umfasst 100 Unterrichtseinheiten sowie ein 3-tägiges Praktikum in einem der Fachgeschäfte.
Im Jahr 2009 erreichte TeeGschwendner bei der World Tea Championship in Las Vegas mit zwei Tees den 1. Platz: Die Nr. 988 Ananas-Mango und die Nr. 922 Earl Grey No. 69. waren Gewinner ihrer Kategorie. Im gleichen Jahr erhielt das Unternehmen vom Institut für Franchising und Cooperation den Golden Award. Der Award würdigte die Beziehungsqualität zwischen Franchisezentrale und Franchisepartnern. In den Jahren 2013 und 2016 wurde TeeGschwendner erneut mit dem Golden Award ausgezeichnet.
Im Juli 2010 verstarb der Firmengründer Albert Gschwendner im Alter von 56 Jahren. Das Unternehmen wurde zunächst von Thomas Holz weitergeführt. Im Mai 2019 trat Gründersohn Jonathan Gschwendner in die Geschäftsführung ein. Seit Oktober 2021 bilden Thomas Holz, Jonathan Gschwendner und Birgit Rohn gemeinsam die Spitze der Systemzentrale.
In Zusammenarbeit mit Philips Deutschland wurde 2011 ein neuer Teezubereiter entwickelt, der Wasserkocher und Teekanne in einem ist. Das Design wurde mit dem iF product design award 2012 ausgezeichnet.
Im Jahr 2013 erreichten die Sorten Bambus-Pomelo in der Kategorie Aromatisierte Kräutermischung sowie der Flugtee Darjeeling FTGFOP1 Soom First Flush BIO (Nr. 233) in der Kategorie Darjeeling bei der North American Tea Championship den 1. Platz.
Im Jahr 2017 wurde die TeeGschwendner GmbH erstmals mit dem Green Franchise Award für nachhaltiges und umweltfreundliches Wirtschaften ausgezeichnet. Die Jury begründete ihre Entscheidung damit, dass TeeGschwendner ein Vorbild für Ökologie, Ökonomie, Kultur und Soziales sei und den Nachhaltigkeitsgedanken im gesamten Unternehmen und bei den Franchisepartnern konsequent umsetze.
Im Februar 2022 waren in Deutschland 126 und weltweit 133 Franchise-Fachgeschäfte aktiv.

## Sortiment
Im Kernsortiment stehen rund 350 Sorten zur Auswahl. Hierzu gehören klassische Schwarztee- und Grünteesorten, weißer Tee, Rooibos- und Honeybushtees, sowie aromatisierte Tees, Früchtetees und Kräutertees, vorwiegend aus biologischem Anbau.

## Soziales
TeeGschwendner engagiert sich in mehreren Projekten insbesondere für die Umwelt und Natur in den Tee-Anbaugebieten:

### Nepal-Projekt
Zusammen mit der Deutschen Gesellschaft für Internationale Zusammenarbeit (GIZ) und Gorkha Tea Estate unterstützt TeeGschwendner 200 Kleinbauernfamilien der Shree Sunderpani Cooperative im Teedistrikt Ilam in Nepal. Eine neue Teefabrik verarbeitet seit 2009 die Teeblätter der Kleinstbetriebe. Maschinen zur Teeverarbeitung wurden angeschafft und Experten beraten die Fabrik bei Verarbeitung und Transport der Blätter. Die Kleinbauern wurden in der Herstellung biologischen Komposts unterrichtet und die Haushalte erhielten Kühe als Schlüsselelemente des biologischen Anbaus, zudem wurden Biogasanlagen gestellt. Im Juli 2011 erfolgte eine Bio-Zertifizierung. Aus dem Projekt entstand der Tee Spirit of Sunderpani, der seit Oktober 2012 erhältlich ist. Ein Teil der Verkaufserlöse fließt zurück an die Kleinbauern.

### Tigerschutzprojekt & Club der Guten Hoffnung
Von 2008 bis 2018 förderte TeeGschwendner gemeinsam mit dem Naturschutzbund Deutschland ein Tigerschutzprojekt in Südindien. Seit 2018 unterstützt TeeGschwendner die Natur- und Umweltschutzprojekte des NABU mit einer fixen Spende pro verkaufter Packung einiger Bioteesorten.
Als Clubpartner des Clubs der guten Hoffnung, der unter der Führung von missio von Gewalt betroffene Jugendliche in Südafrika unterstützte, förderte TeeGschwendner 2009 und 2010 durch eine feste Spende pro verkaufter Packung einer Eisteesorte Hilfsprojekte in Südafrika.

### Myanmar-Projekt
Seit 2015 engagiert sich TeeGschwendner gemeinsam mit der GIZ auch bei einem Teeprojekt in Myanmar. In Anlehnung an das Nepal-Projekt wurde eine erste Teefabrik gebaut, die mittlerweile vollständig im Besitz der Bewohner des Dorfes Sikay Inn ist. In dieser Modellfabrik werden neue Verarbeitungsmethoden und Maschinen getestet und Prozesse optimiert.